# Pico-xic
Lo Pico-xic és un cim situat a l'extrem sud-oest de la Serra de Gurp, en el terme municipal de Tremp, al límit dels antics termes de Sapeira, de l'Alta Ribagorça, i Gurp de la Conca, del Pallars Jussà. És a l'oest-nord-oest del poble de Gurp, però dalt la carena que separa les conques del Noguera Pallaresa, a llevant, i del Noguera Ribagorçana, a ponent.